# آنجلا سالم
آنجلا سالم (انگلیسی: Angela Salem؛ زادهٔ ۲۴ ژوئیهٔ ۱۹۸۸) بازیکن فوتبال اهل ایالات متحده آمریکا است.
از باشگاه‌هایی که در آن بازی کرده‌است می‌توان به بوستون بریکرز، اسکای بلو اف‌سی، وسترن نیویورک فلش، آتلانتا بیت، واشینگتن اسپیریت، و باشگاه فوتبال نیوکاسل یونایتد جتس اشاره کرد.